# Utrechtskolen
Utrechtskolen (også kendt som Utrecht-caravaggisterne) er en gruppe nederlandske kunstnere, der var stærkt inspirerede af den italienske kunstmaler Caravaggio og hans efterfølgere. Gruppen der var mest aktiv i begyndelsen af det 17. århundrede og omkring byen Utrecht tæller Dirck van Baburen, Gerrit van Honthorst og Hendrick Terbrugghen som alle var i Rom mellem 1610 og 1620 og havde set Caravaggios værker. Med hjem til Nederlandene bragte de elementer som stærk realisme og effektfuldt brug af lys og mørke (chiaroscuro). Motiverne var religiøse, mytologiske og verdslige.
Utrechtskolen havde efter en kort opblomstring udtømt sin energi omkring begyndelsen af 1630'erne, efter at dens ledende skikkelser som Baburen og Terbrugghen var døde eller havde skiftet til andre stilarter: Honthorst var begyndt at male portrætmalerier og historiske motiver efter flamsk baroktradition, hvor Peter Paul Rubens var den ledende skikkelse. Arven blev taget op af Rembrandt (lys og mørke) og af Gerrit Dou (nichemalerier).

- Gerrit van Honthorst, Prokuristen (1625)
- Terbrugghen, Bacchante med en abe (1627)
- Terbrugghen , Koncerten (1627)